# Championnats d'Europe de course en ligne de canoë-kayak 2024
Navigation
Munich 2022 Račice 2025
Les Championnats d'Europe de course en ligne de canoë-kayak 2024, trente-quatrième édition des Championnats d'Europe de course en ligne de canoë-kayak, ont lieu du 13 au 16 juin 2024 à Szeged, en Hongrie. La ville a accueilli en avril le championnats d'Europe d'aviron puis en mai la régate de qualification pour les Jeux olympiques de Paris 2024.
La compétition accueille également les championnats d'Europe de para-canoë et de Stand up paddle.

## Résultats
- Catégories non-olympiques (ou paralympiques)

### Femmes
| Épreuves   | Or                                                                 | Or        | Argent                                                                                    | Argent    | Bronze                                                                      | Bronze    |
| ---------- | ------------------------------------------------------------------ | --------- | ----------------------------------------------------------------------------------------- | --------- | --------------------------------------------------------------------------- | --------- |
| C-1 200 m  | Dorota Borowska (POL)                                              | 46.322    | Antía Jácome (ESP)                                                                        | 47.262    | Yuliya Trushkina AIN                                                        | 47.712    |
| C-1 500 m  | Alena Nazdrova AIN                                                 | 2:02.749  | Giada Bragato (HUN)                                                                       | 2:04.096  | María Corbera (ESP)                                                         | 2:04.356  |
| C-1 5000 m | Volha Klimava AIN                                                  | 26:02.860 | Valeriia Tereta (UKR)                                                                     | 26:21.898 | Zsófia Kisbán (HUN)                                                         | 26:41.366 |
| C-2 200 m  | Espagne- Antía Jacome - Maria Corbera                              | 44.976    | Pologne- Sylwia Szczerbinska - Dorota Borowska                                            | 45.356    | Hongrie- Ágnes Kiss - Bianka Nagy                                           | 45.442    |
| C-2 500 m  | Hongrie- Ágnes Kiss - Bianka Nagy                                  | 2:00.490  | Pologne- Sylwia Szczerbinska - Dorota Borowska                                            | 2:00.574  | Athlètes neutres- Anhelina Bardanouskaya - Volha Klimava                    |           |
| K-1 200 m  | Anna Lucz (HUN)                                                    | 39.543    | Katarzyna Kołodziejczyk (POL)                                                             | 40.280    | Bolette Nyvang Iversen (DEN)                                                | 40.330    |
| K-1 500 m  | Tamara Csipes (HUN)                                                | 1:54.580  | Emma Jørgensen (DEN)                                                                      | 1:56.530  | Milica Novaković (SRB)                                                      | 1:57.177  |
| K-1 1000 m | Justyna Iskrzycka (POL)                                            | 3:52.701  | Eszter Rendessy (HUN)                                                                     | 3:53.908  | Melina Andersson (SWE)                                                      | 3:54.355  |
| K-1 5000 m | Emese Kőhalmi (HUN)                                                | 22:33.539 | Melina Andersson (SWE)                                                                    | 22:34.641 | Maria Virik (NOR)                                                           | 22:35.532 |
| K-2 200 m  | Hongrie- Blanka Kiss - Anna Lucz                                   | 38.023    | Slovénie- Mia Medved - Anja Osterman                                                      | 38.166    | Pologne- Katarzyna Kołodziejczyk - Sandra Ostrowska                         | 38.623    |
| K-2 500 m  | Danemark- Emma Jørgensen - Frederikke Matthiesen                   | 1:45.804  | Pologne- Justyna Iskrzycka - Katarzyna Kołodziejczyk                                      | 1:45.911  | Hongrie- Alida Dóra Gazsó - Tamara Csipes                                   | 1:46.574  |
| K-2 1000 m | Hongrie- Noémi Pupp - Sára Fojt                                    | 3:55.154  | Suède- Melina Andersson - Julia Lagerstam                                                 | 3:56.081  | Norvège- Maria Virik - Hedda Oritsland                                      | 3:56.217  |
| K-4 500 m  | Hongrie- Noémi Pupp - Sára Fojt - Alida Dóra Gazsó - Tamara Csipes | 1:35.168  | Pologne- Justyna Iskrzycka - Katarzyna Kołodziejczyk - Sandra Ostrowska - Julia Olszewska | 1:36.388  | Norvège- Maria Virik - Anna Sletsjoee - Hedda Oritsland - Kristine Amundsen | 1:37.151  |

### Paracanoë
| Épreuves   | Or                              | Or       | Argent                     | Argent   | Bronze                     | Bronze   |
| ---------- | ------------------------------- | -------- | -------------------------- | -------- | -------------------------- | -------- |
| KL1 hommes | Rémy Boullé (FRA)               | 49.572   | Róbert Suba (HUN)          | 50.208   | Esteban Farias (ITA)       | 52.232   |
| KL2 hommes | Mykola Syniuk (UKR)             | 43.454   | Christian Volpi (ITA)      | 44.188   | Strahinja Bukvić (SRB)     | 44.788   |
| KL3 hommes | Juan Valle (ESP)                | 40.646   | Mateusz Surwiło (POL)      | 41.533   | Ron Halevi (ISR)           | 41.847   |
| VL1 hommes | Ilya Taupianets (AIN)           | 1:08.275 | David González (ESP)       | 1:14.205 | Moritz Berthold (GER)      | 1:18.346 |
| VL2 hommes | Norberto Mourão (POR)           | 55.455   | Andrii Kryvchun (UKR)      | 55.605   | Róbert Suba (HUN)          | 55.771   |
| VL3 hommes | Vladyslav Yepifanov (UKR)       | 49.181   | Abel Aber (FRA)            | 51.415   | Stuart Wood (GBR)          | 51.622   |
| KL1 femmes | Maryna Mazhula (UKR)            | 54.802   | Edina Müller (GER)         | 55.952   | Eleonora De Paolis (ITA)   | 59.659   |
| KL2 femmes | Katalin Varga (HUN)             | 52.357   | Anja Adler (GER)           | 53.781   | Talia Eilat (ISR)          | 58.035   |
| KL3 femmes | Araceli Menduiña (ESP)          | 51.057   | Nélia Barbosa (FRA)        | 51.323   | Katarzyna Kozikowska (POL) | 51.420   |
| VL1 femmes | Viktoryia Pistis Shablova (ITA) | 1:24.125 | Lillemor Köper (GER)       | 1:34.346 | Esther Bode (GER)          | 1:48.204 |
| VL2 femmes | Ellen Field (GBR)               | 1:04.283 | Anastasia Miasnikova (AIN) | 1:06.130 | Veronica Biglia (ITA)      | 1:07.853 |
| VL3 femmes | Nataliia Lahutenko (UKR)        | 59.058   | María Jiménez (ESP)        | 59.825   | Eléa Charvet (FRA)         | 1:01.148 |